# محی‌الدین ابن السراجی
محی‌الدین ابن السراجی (بنگالی: মহিউদ্দিন ইবনুল সিরাজী؛ زادهٔ ۲۵ ژوئیهٔ ۱۹۸۵) بازیکن فوتبال اهل بنگلادش بود.
وی همچنین در تیم‌های ملی فوتبال زیر ۲۳ سال بنگلادش، و بنگلادش بازی کرده است.